# 裂缝喷发口

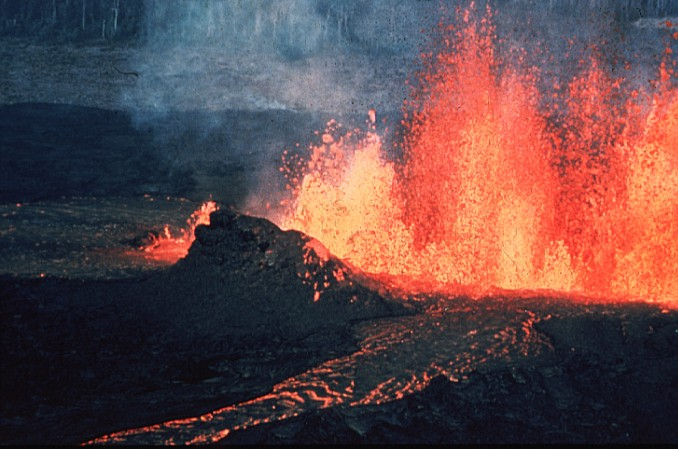
裂缝喷发口和熔岩通道

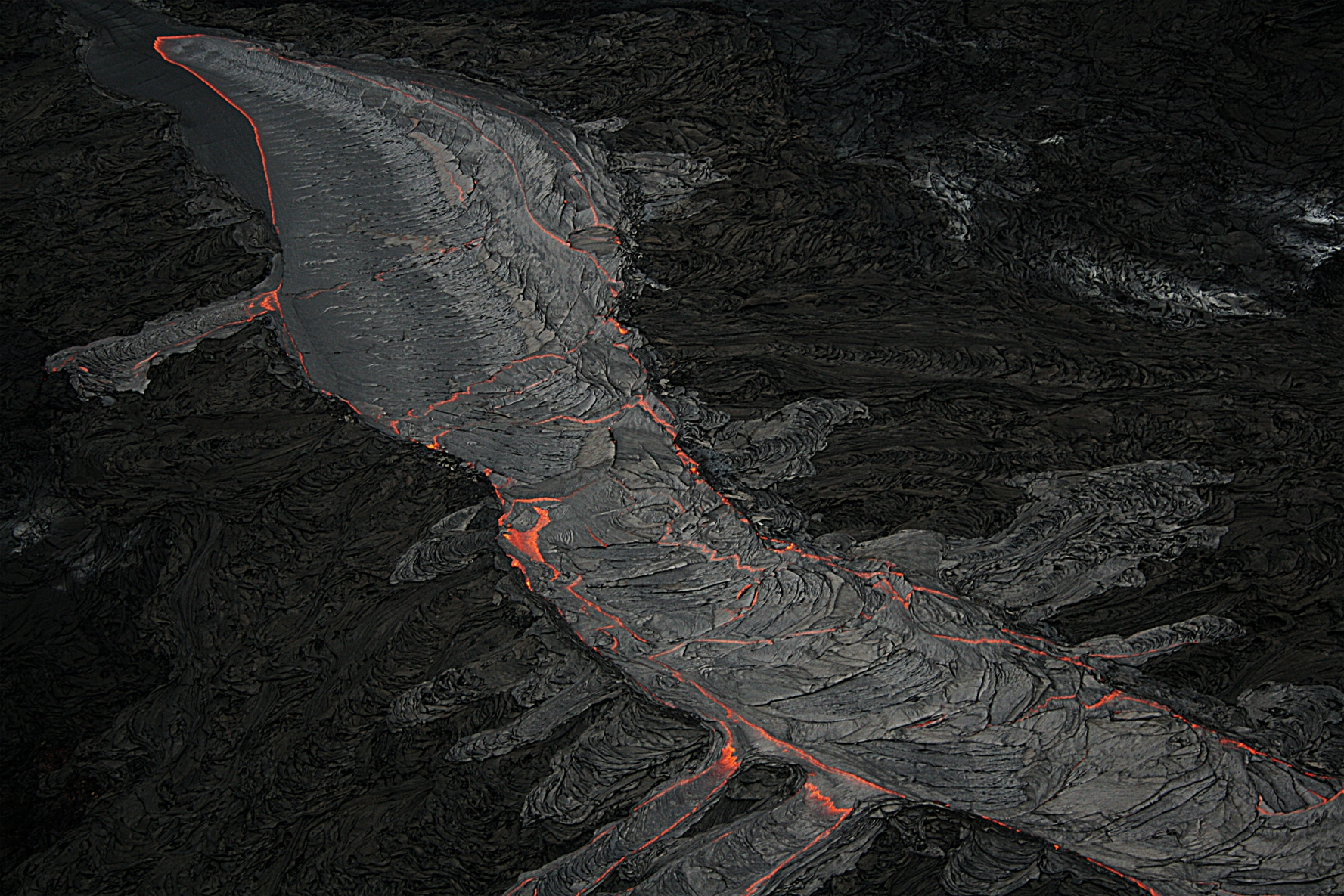
夏威夷島上的熔岩通道

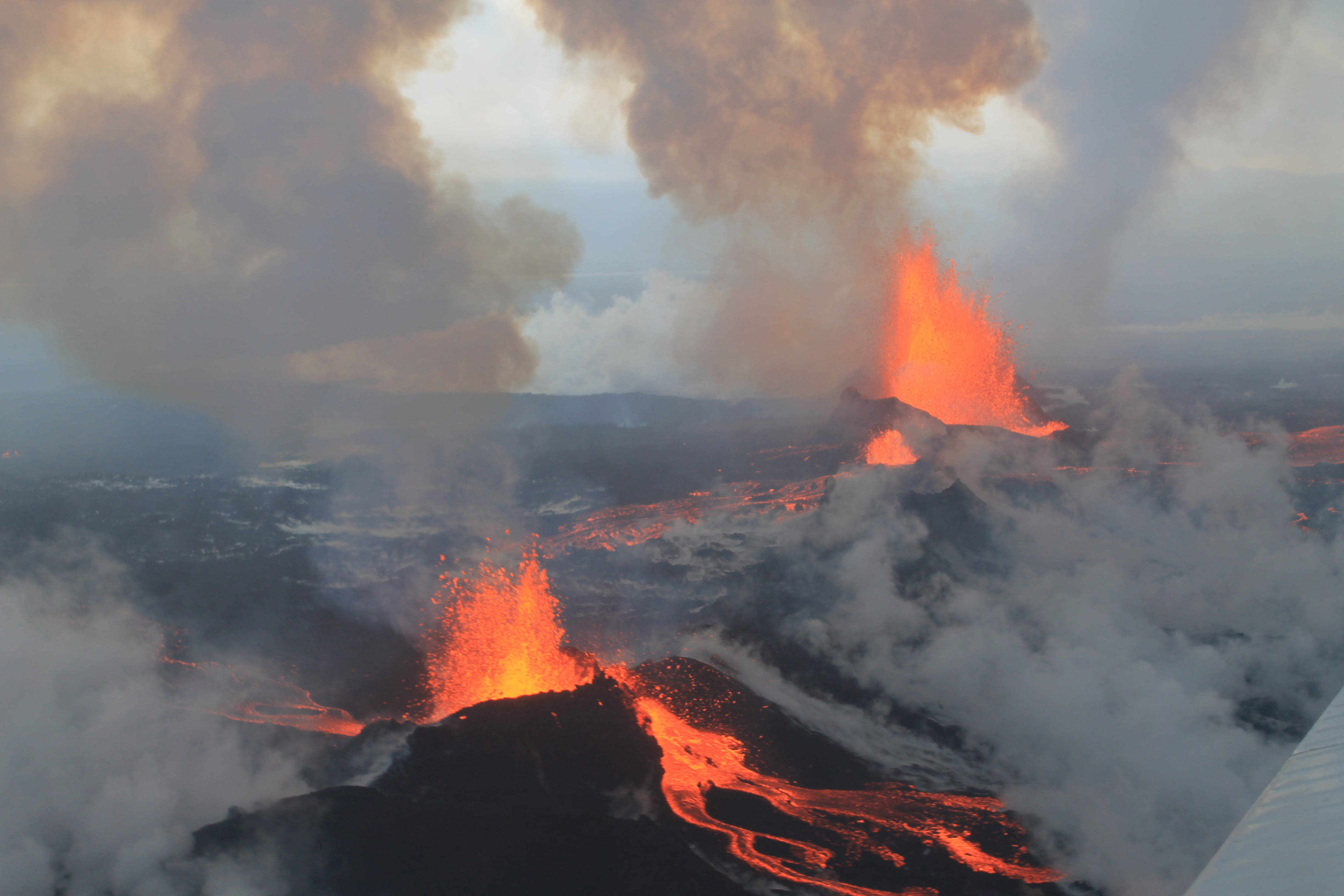
2014年冰岛Holuhraun火山裂缝喷发积聚火山灰锥

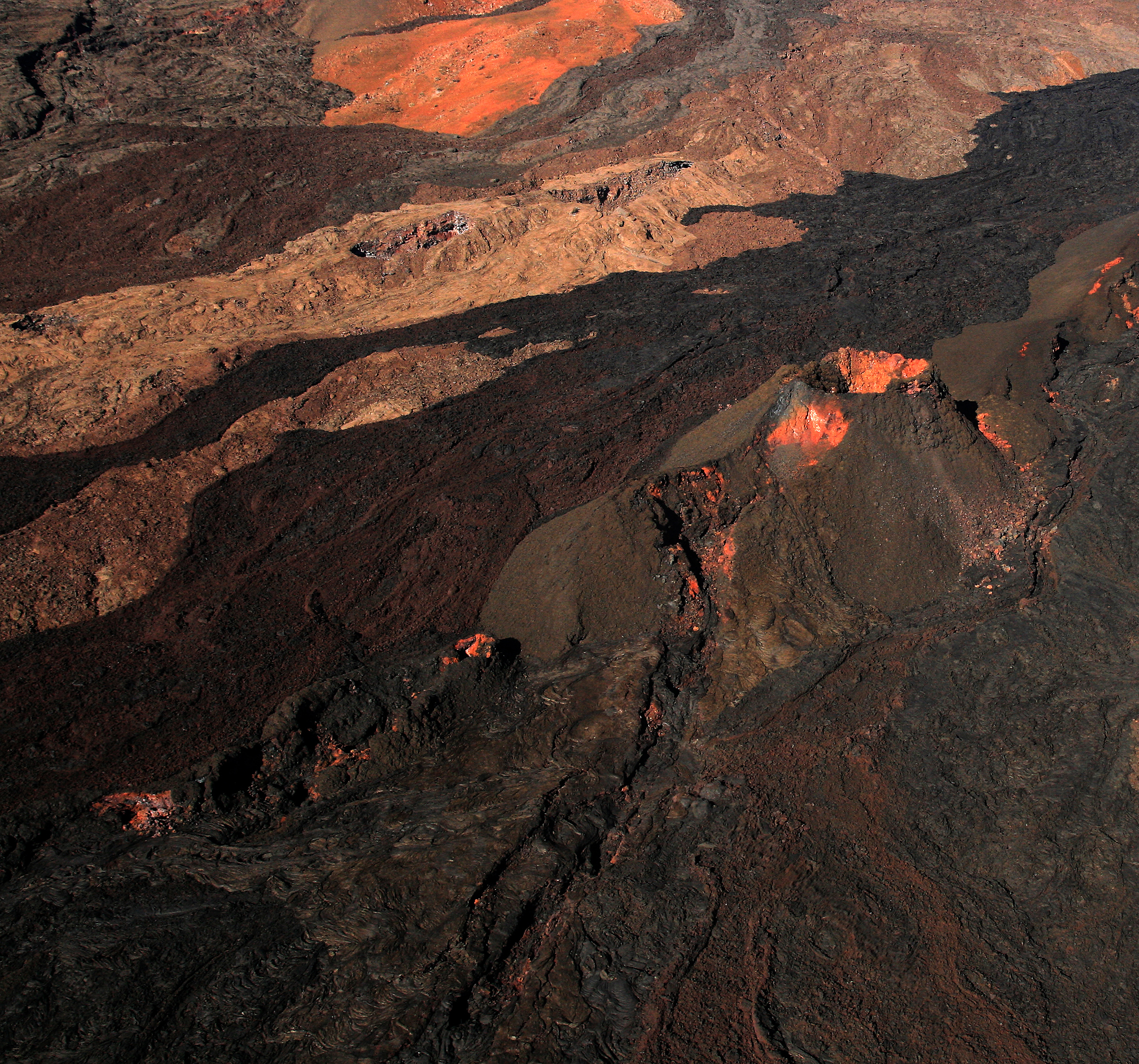
冒纳罗亚火山上不同的熔岩流和裂缝喷发口

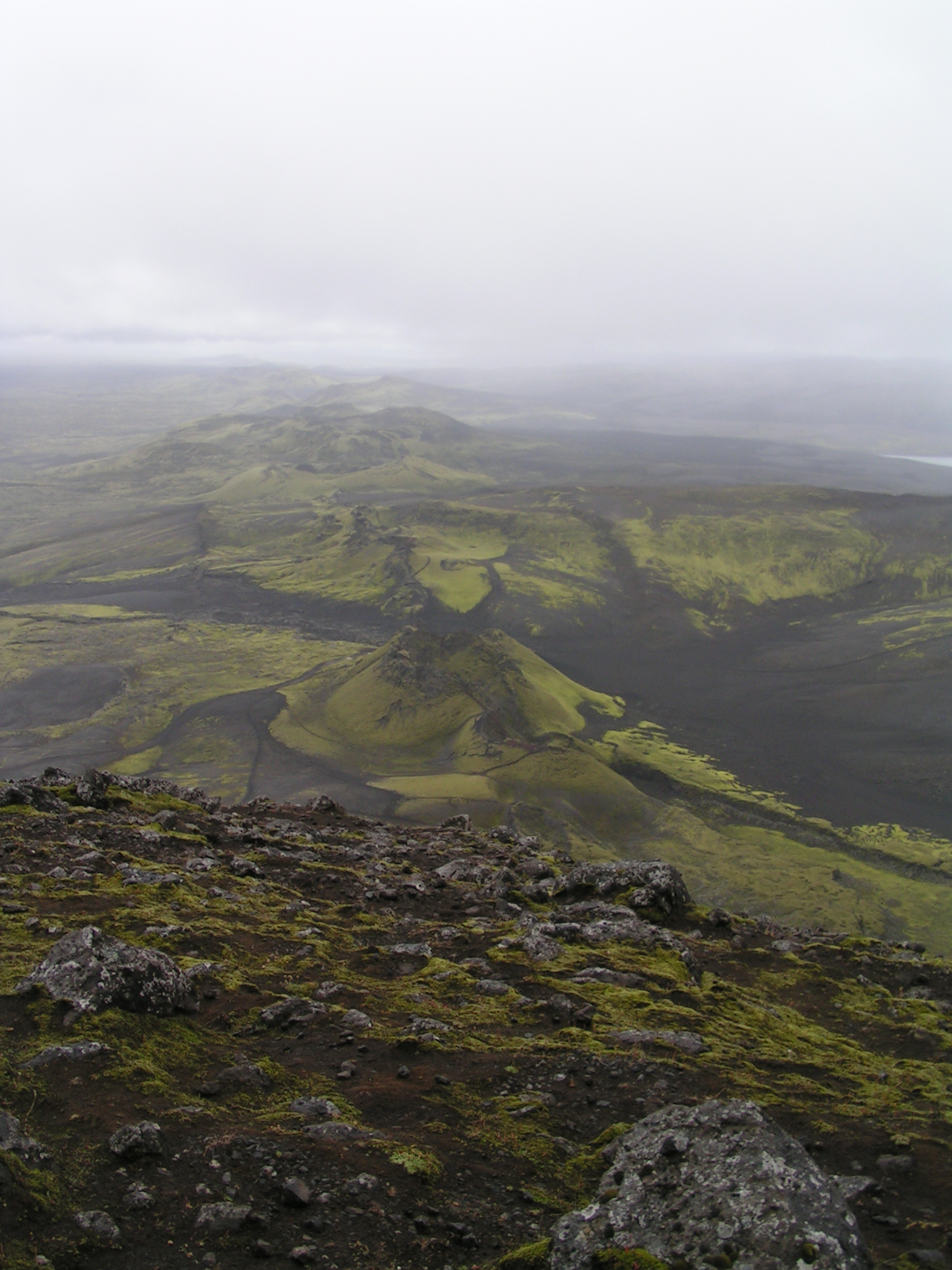
拉基火山的火山口群

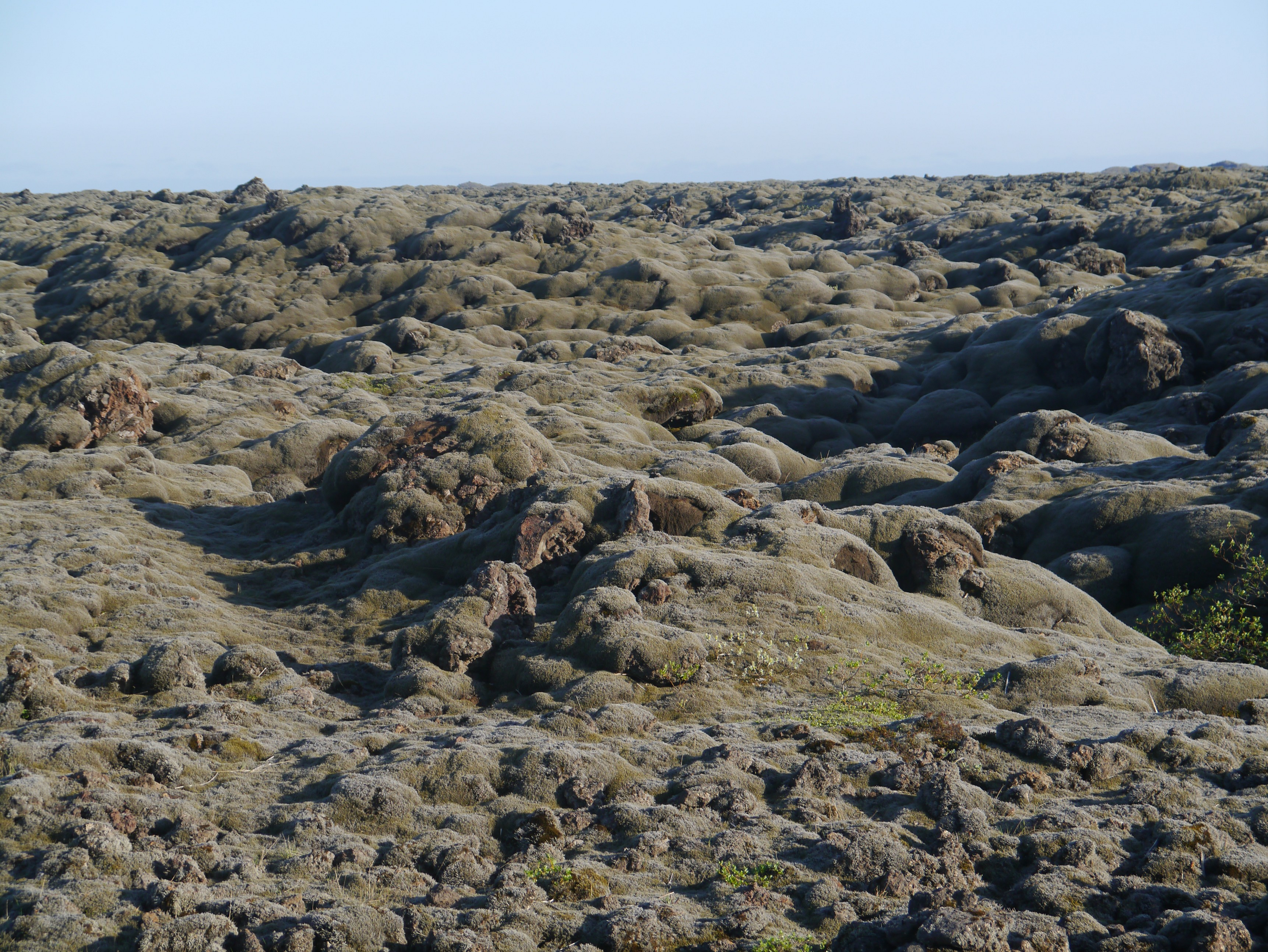
拉基火山产生的熔岩场Eldhraun

裂缝喷发口（英語：Fissure vent），也称为火山裂隙或裂隙喷发，是一个线状的火山口，熔岩能通过它喷发，通常没有任何爆炸活动。喷发口宽往往是几米宽，并且可能长达数公里。裂缝喷发口可能会导致它首先流过熔岩通道后来流过熔岩管的大型溢流玄武岩。经过一段时间的喷发积聚飞溅火山灰锥和可能集中在一个锥或其中的一部分锥。小裂缝喷发口可能无法容易的从空中被辨认，但由它们中的一些形成了火山口群（参见拉基火山）或峡谷（参见Eldgjá火山）。
送进裂缝口的岩墙从几公里深处到达地球表面，并把它们连接到更深的岩浆储层，经常在火山中心之下。裂缝通常被发现在裂谷和裂谷带，例如冰岛和东非裂谷。裂缝喷发口经常盾状火山结构的一部分。

## 冰岛
在冰岛，火山喷发口可以是长的裂缝，常开平行于断裂带所在的欧亚板块和北美洲板塊的岩石圈板块是正在发散中，这一个系统是大西洋洋中脊的一部分。再度喷发一般发生在新的并行裂缝，距离早期裂缝由几百到上千米的偏移。

## 裂缝喷发口列表
| 名称                    | 高度 | 高度 | 位置                              | 上一次喷发 |
| 名称                    | 米   | 英尺 | 经纬度                            | 上一次喷发 |
| 拉基火山                | 620  | 2034 | 64°04′N 18°14′W / 64.07°N 18.23°W | 1783年     |
| 兰萨罗特岛              | 670  | 2198 | 29°02′N 13°38′W / 29.03°N 13.63°W | 1824年     |
| 普耶韦－科登·考列火山群 | 1798 | 5899 | 40°28′S 72°15′W / 40.46°S 72.25°W | 2011年     |
| 聖若熱島                | 1053 | 3455 | 38°39′N 28°05′W / 38.65°N 28.08°W | 1907年     |